# Kostandovo
Kostandovo (en búlgaro: Костандово) es una ciudad de Bulgaria en la provincia de Pazardzhik.

## Geografía
Se encuentra a una altitud de 777 m s. n. m. a 130 km de la capital nacional, Sofía.

## Demografía
Según estimación 2012 contaba con una población de 4 032 habitantes.
|         | 2004  | 2005  | 2006  | 2007  | 2008  | 2009  | 2010  | 2011  |
| Mujeres | 2 197 | 2 201 | 2 204 | 2 207 | 2 209 | 2 188 | 2 158 | 2 068 |
| Varones | 2 169 | 2 155 | 2 149 | 2 168 | 2 167 | 2 153 | 2 119 | 2 086 |
| Total   | 4 366 | 4 356 | 4 353 | 4 375 | 4 376 | 4 341 | 4 277 | 4154  |